# سیارک ۲۷۰۶
سیارک ۲۷۰۶ (به انگلیسی: 2706 Borovsky، نامگذاری:1980VW) دو هزار و هفتصد و ششمین سیارک کشف شده‌است که در ۱۱ نوامبر ۱۹۸۰ کشف شد.
قدر مطلق سیارک برابر ۱۱٫۹۰ است.